# Pierre IV Brûlart de Sillery
Pour les articles homonymes, voir Brûlart et Brûlart de Sillery.
 (mai 2021).
Si vous disposez d'ouvrages ou d'articles de référence ou si vous connaissez des sites web de qualité traitant du thème abordé ici, merci de compléter l'article en donnant les références utiles à sa vérifiabilité et en les liant à la section « Notes et références ».
Pierre IV Brûlart de Sillery, marquis de Sillery, vicomte de Puisieux, baron du Grand-Pressigny, né vers 1583 et mort le 22 avril 1640, est un homme d’État français.
Il fut secrétaire d'État aux Affaires étrangères  du 4 mars 1606 au 5 février 1624, sous Louis XIII.

## Biographie
Pierre IV Brûlart de Sillery est secrétaire d'État à la Guerre et aux Affaires étrangères, en survivance de Nicolas de Neufville, seigneur de Villeroy du 4 mars 1606 au 9 août 1616 et du 24 avril 1617 au 11 novembre 1617 ; en exercice du 11 novembre 1617 au 5 février 1624.
Il est grand trésorier des ordres de France du 8 décembre 1607 au 21 février 1621, ambassadeur en Espagne en juillet 1612, notaire et secrétaire du roi, reçu le 23 mars 1619
Nommé chevalier des ordres du roi en octobre 1622, il n'est jamais reçu.
En 1623, Pierre Brûlart de Sillery, entreprend de grands travaux au château de Berny dont il a hérité, et qu’il confie au jeune François Mansart, le futur et célèbre architecte. Celui-ci modifie les ouvertures, crée un pavillon central ainsi qu’un pavillon pour l’escalier.
Comme témoignage de son activité d'ambassadeur de France en Espagne, on trouve une mention dans le texte de l'approbation de la deuxième partie de Don Quichotte de Miguel de Cervantes, signée par Francisco Márquez Torres (aumônier de l'archevêque de Tolède, Bernardo de Sandoval y Rojas). Le texte mentionne brièvement sa participation à l'accord de mariage entre l'infante (princesse) espagnole Anne d'Autriche, fille du roi Philippe III, et le monarque français Louis XIII.

## Famille
- Fils de Nicolas Brulart, marquis de Sillery (1544-1624) et de Claude Prudhomme.
- Marié en 1606 avec Magdelaine de Neufville (morte le 24 novembre 1613) (sans postérité), fille de Charles de Neufville et de Marguerite de Mandelot.
- Marié le 11 janvier 1615 avec Charlotte d'Estampes (1597-1677), sœur cadette de Jacques d'Estampes de Valençay, dont :
  - Charlotte (1619-1697), mariée en 1640 à François d'Estampes, marquis de Mauny, fils aîné de Jacques d'Estampes, maréchal de la Ferté-Imbault ; leur fils Charles (1642-1716) est l'arrière grand-père de Philippe-Charles d'Estampes (1712-1737), époux de Marie-Thérèse de La Ferté-Imbault (1715-1791) ;
  - Louis-Roger Brûlart, marquis de Sillery (1619-1691) ;
  - Nicolas ;
  - Claude ;
  - Marie Eléonor (morte en 1687) ;
  - Françoise ;
  - Eléonor Adam (morte en 1699).